# Блумінгдейл (Флорида)
Блумінгдейл (англ. Bloomingdale) — переписна місцевість (CDP) в США, в окрузі Гіллсборо штату Флорида. Населення — 22 947 осіб (2020).

## Географія
Блумінгдейл розташований за координатами 27°52′36″ пн. ш. 82°15′41″ зх. д. / 27.87667° пн. ш. 82.26139° зх. д. (27.876716, -82.261418).  За даними Бюро перепису населення США в 2010 році переписна місцевість мала площу 21,71 км², з яких 21,07 км² — суходіл та 0,65 км² — водойми.

## Демографія
Згідно з переписом 2010 року, у переписній місцевості мешкало 22 711 осіб у 7933 домогосподарствах у складі 6397 родин. Густота населення становила 1046 осіб/км².  Було 8419 помешкань (388/км²).
Расовий склад населення:
| - 84,2 % — білих - 8,4 % — чорних або афроамериканців - 2,5 % — азіатів - 0,4 % — корінних американців - 0,1 % — вихідців з тихоокеанських островів - 1,5 % — осіб інших рас |

До двох чи більше рас належало 2,9 %. Частка іспаномовних становила 11,9 % від усіх жителів.
За віковим діапазоном населення розподілялося таким чином: 26,0 % — особи молодші 18 років, 64,3 % — особи у віці 18—64 років, 9,7 % — особи у віці 65 років та старші. Медіана віку мешканця становила 40,5 року. На 100 осіб жіночої статі у переписній місцевості припадало 96,1 чоловіків;  на 100 жінок у віці від 18 років та старших — 93,8 чоловіків також старших 18 років.
Середній дохід на одне домашнє господарство  становив 95 358 доларів США (медіана — 82 708), а середній дохід на одну сім'ю — 102 439 доларів (медіана — 90 016). Медіана доходів становила 56 745 доларів для чоловіків та 45 080 доларів для жінок. За межею бідності перебувало 5,6 % осіб, у тому числі 5,3 % дітей у віці до 18 років та 6,1 % осіб у віці 65 років та старших.
Цивільне працевлаштоване населення становило 11 398 осіб. Основні галузі зайнятості: освіта, охорона здоров'я та соціальна допомога — 24,7 %, науковці, спеціалісти, менеджери — 16,0 %, роздрібна торгівля — 13,7 %.